# Vana-Lõuna tänav
La vieille rue du Sud (en estonien : Vana-Lõuna tänav) est une rue Tallinn en Estonie.

## Présentation
Longue de 790 mètres la rue parcoure les quartiers Veerenni et Uus Maailm de l'arrondissement Kesklinn.
La rue Vana-Lõuna part de la rue Tatari tänav, traverse Herne tänav, Vineeri tänav et Koidu tänav et se termine au passage de Pärnu maantee au dessus de Tehnika tänav.

## Bâtiments de la rue
La rue compte principalement des bâtiments historiques :
- Vana-Lõuna tänav 6 - est Immeuble résidentiel en pierre, construit en 1912 ;
- Vana-Lõuna tänav 17 - est un immeuble résidentiel en pierre, construit en 1948 ;
- Vana-Lõuna tänav 19 - Caserne de pompiers de la fabrique Luther[3] ;
- Vana-Lõuna tänav 21, 23, 25, 31 et 35 - Bâtiments résidentiels standards de Herbert Johanson et Eugen Habermann[4],[5],[6],[7],[8],[9],[10],[11] ;
- Vana-Lõuna tänav 37 - bâtiment de la cantine ouvrière-maison du peuple de la fabrique Luther (architectes Herman Gesellius, Armas Lindgren, Eliel Saarinen)[12] ;
- Vana-Lõuna tänav 39 - Bâtiment industriel de la fabrique Luther[13] ;
- Vana-Lõuna tänav 39a - Bâtiment industriel de la fabrique Luther[14] ;
- Vana-Lõuna tänav 41/1 - Bureau du dépôt de tramway de Tallinn ;
- Vana-Lõuna tänav 41/2 - Dépôt de tramway de Tallinn.
- Vana-Lõuna tänav 41/3 - Salle de sport.

## Transports
La ligne de bus n° 32 emprunte la rue Vana-Lõuna tänav.

## Galerie

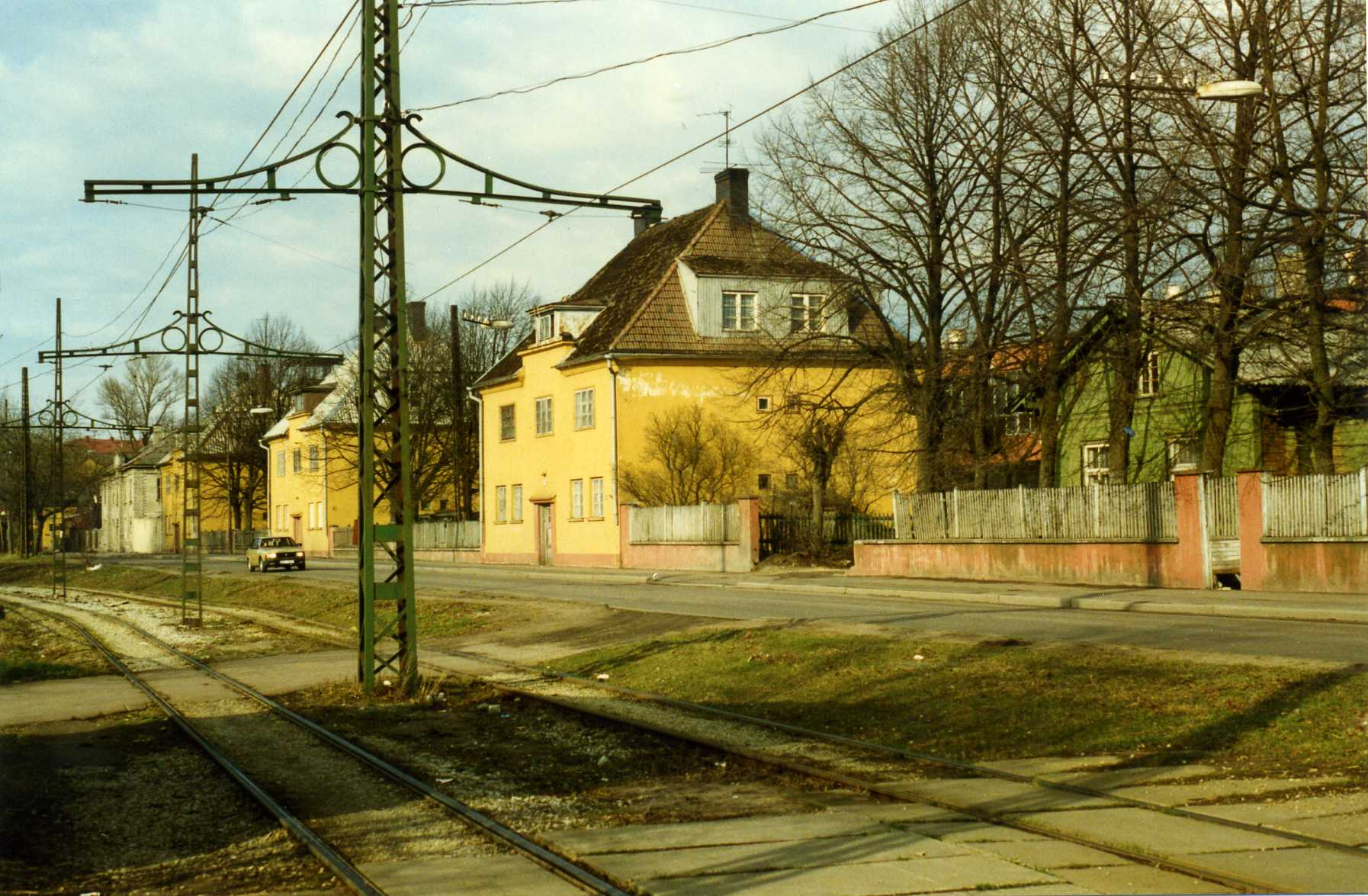
La rue Vana-Lõuna tänav en 2010
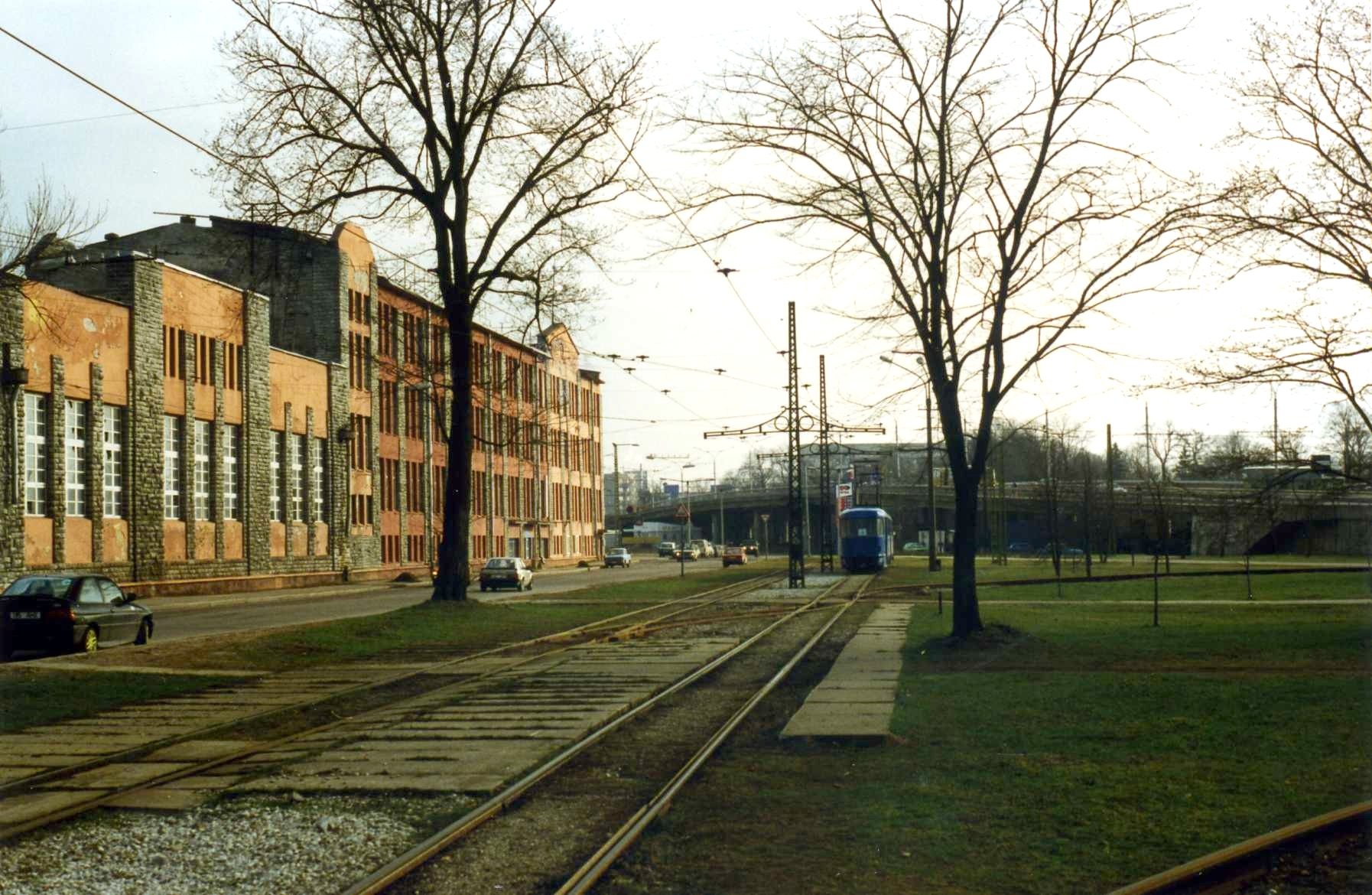
La rue Vana-Lõuna tänav jusqu'au viaduc de Pärnu mnt en 2010.
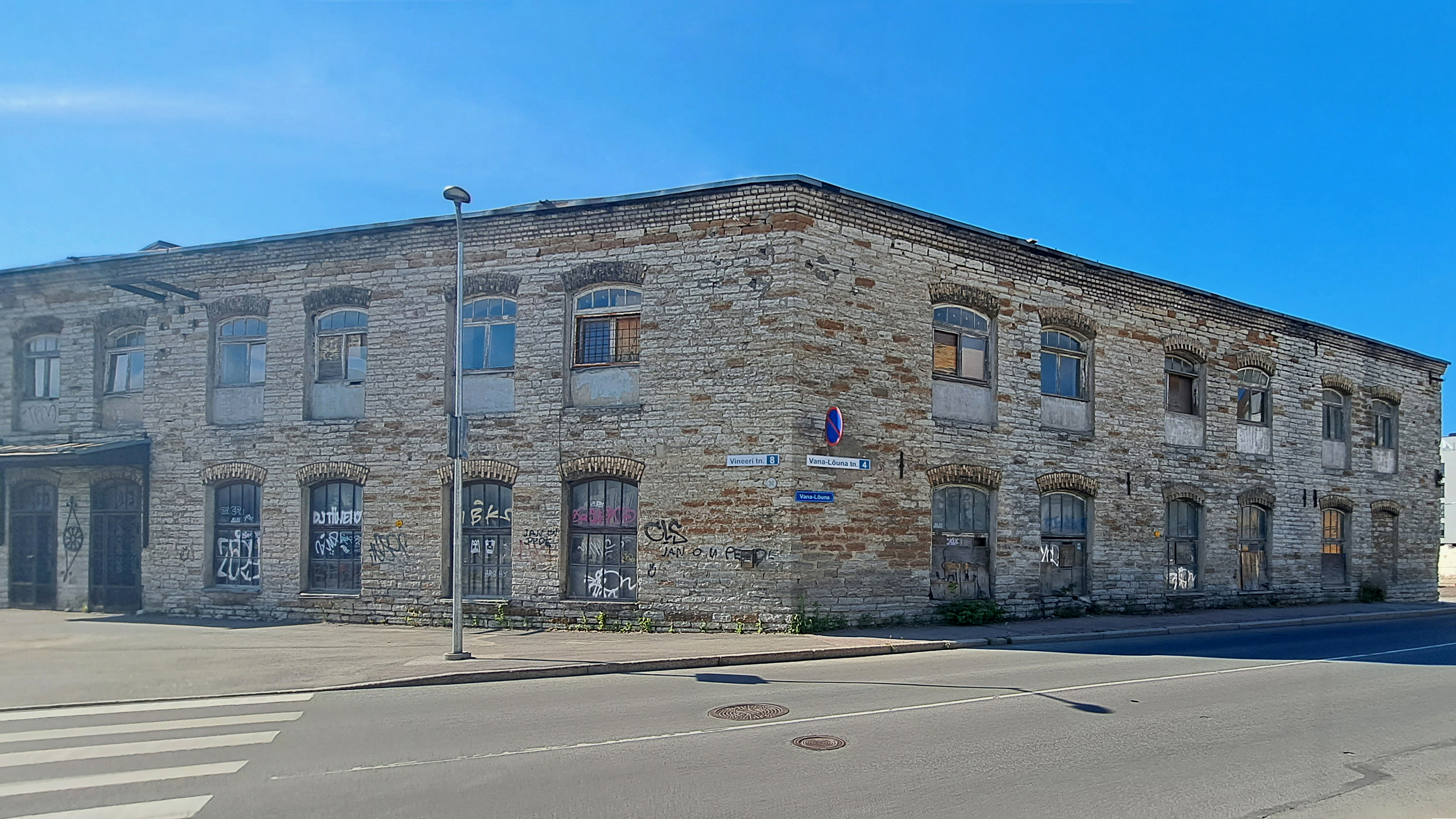
Vana-Lõuna tänav 4
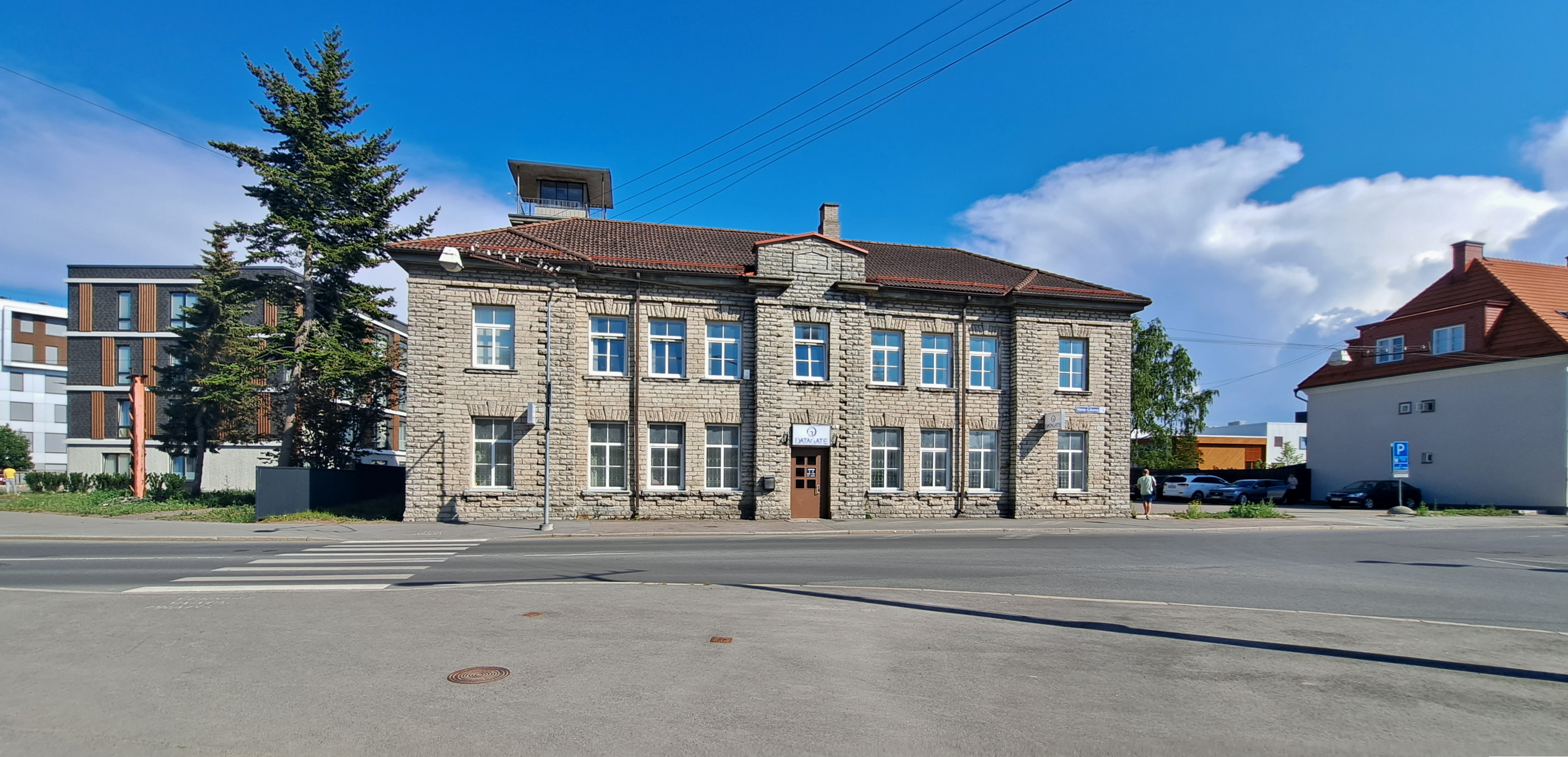
Vana-Lõuna tänav 19

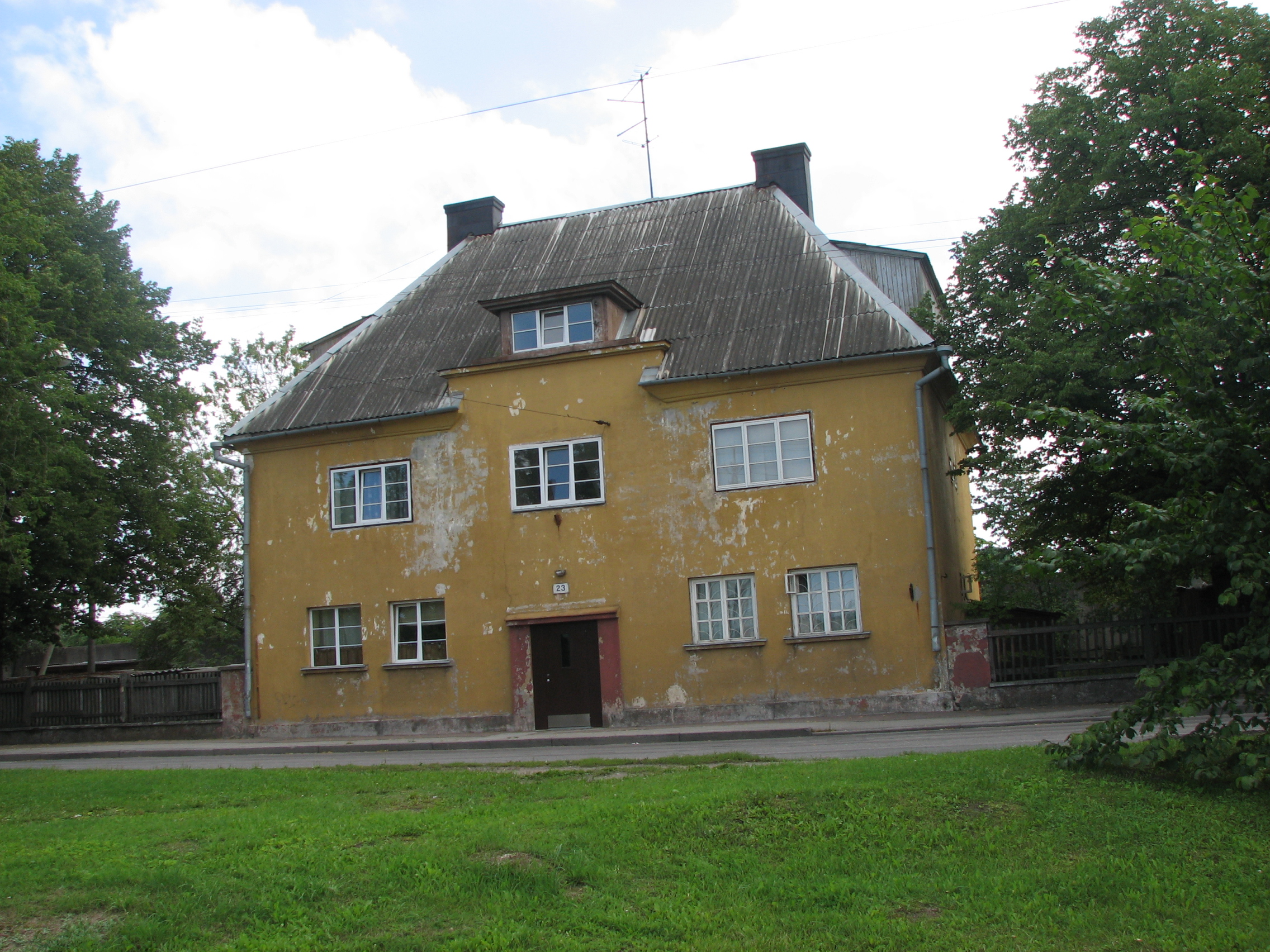
Vana-Lõuna tänav 23
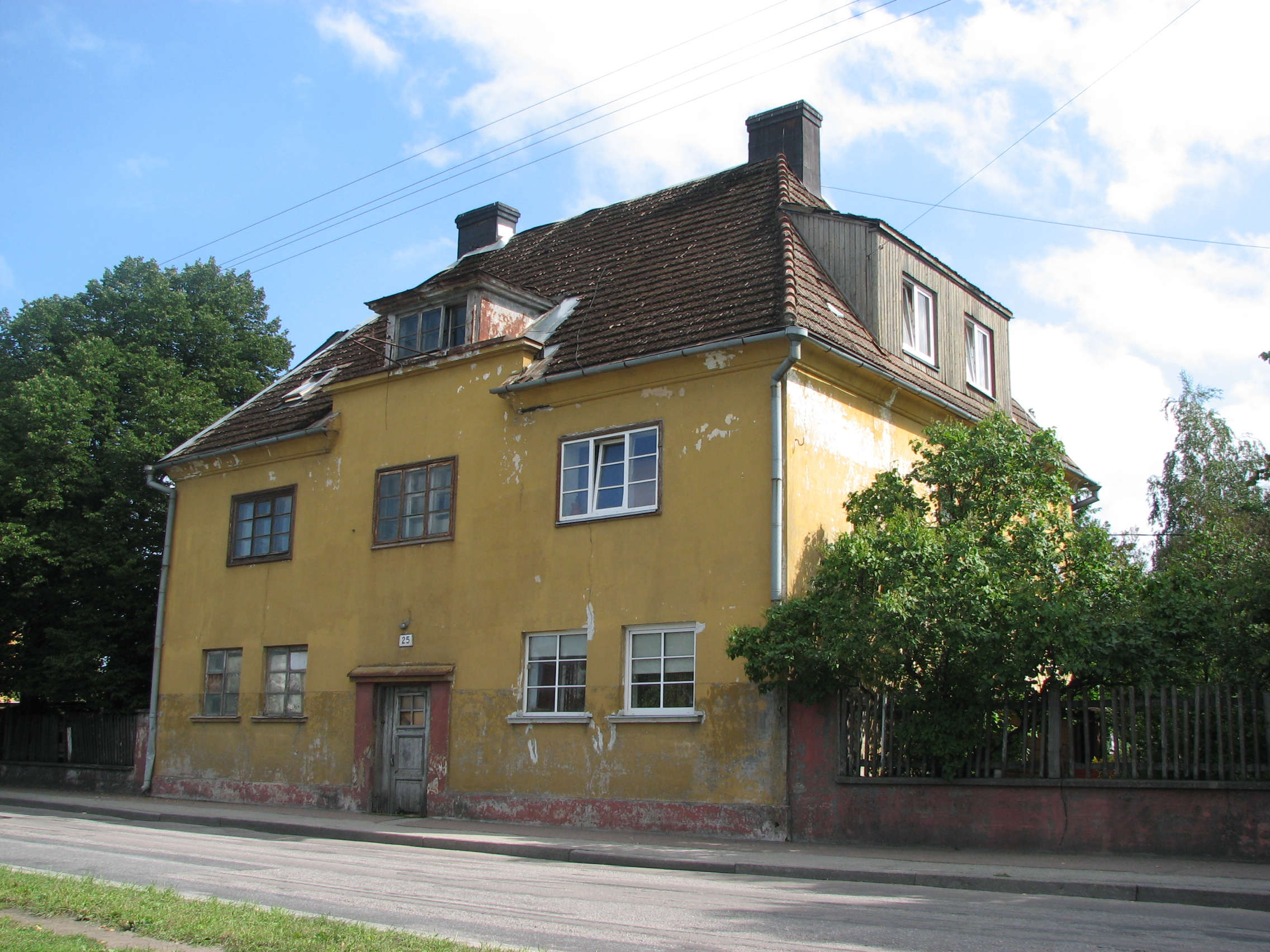
Vana-Lõuna tänav 25
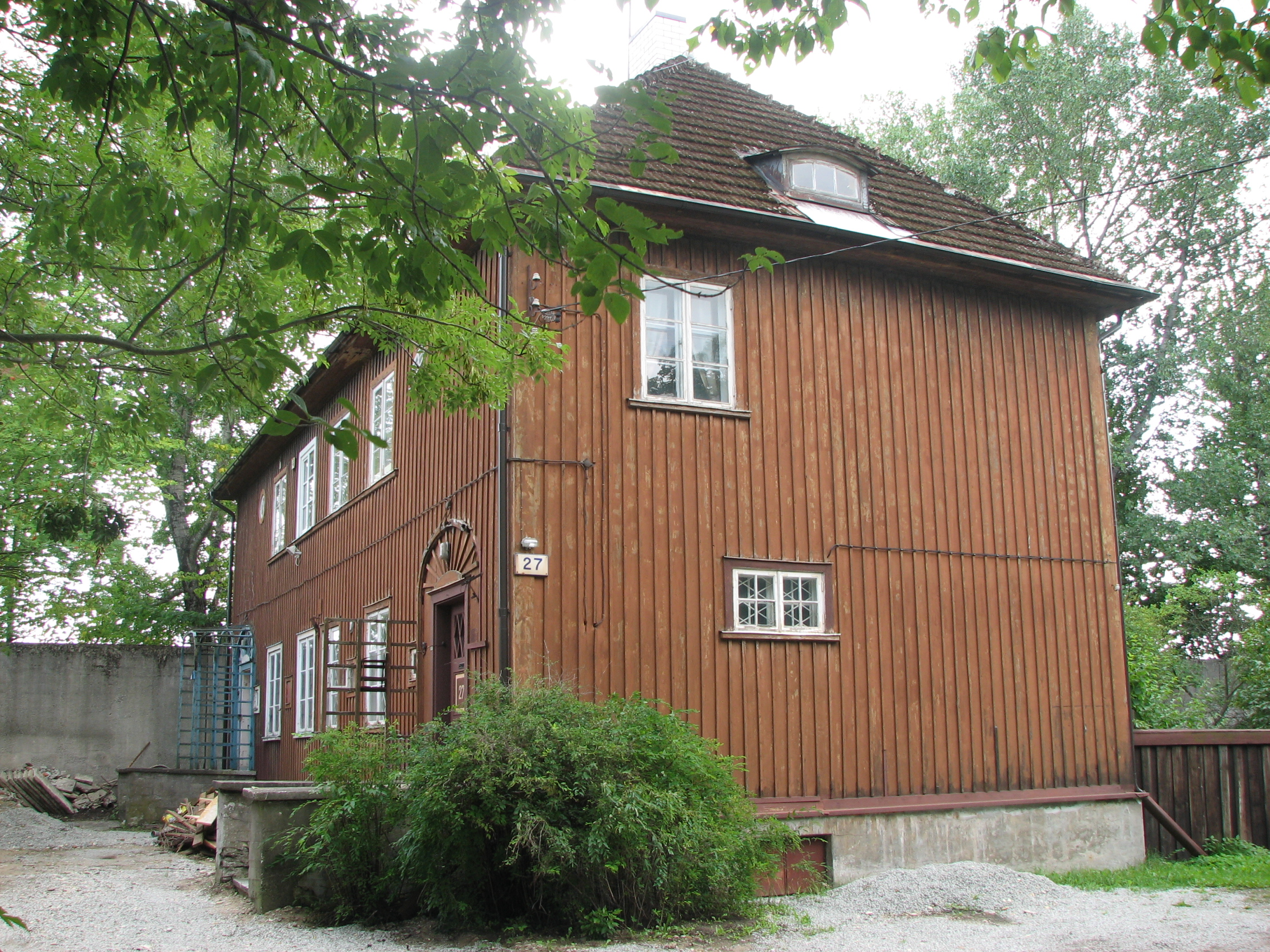
Vana-Lõuna tänav 27
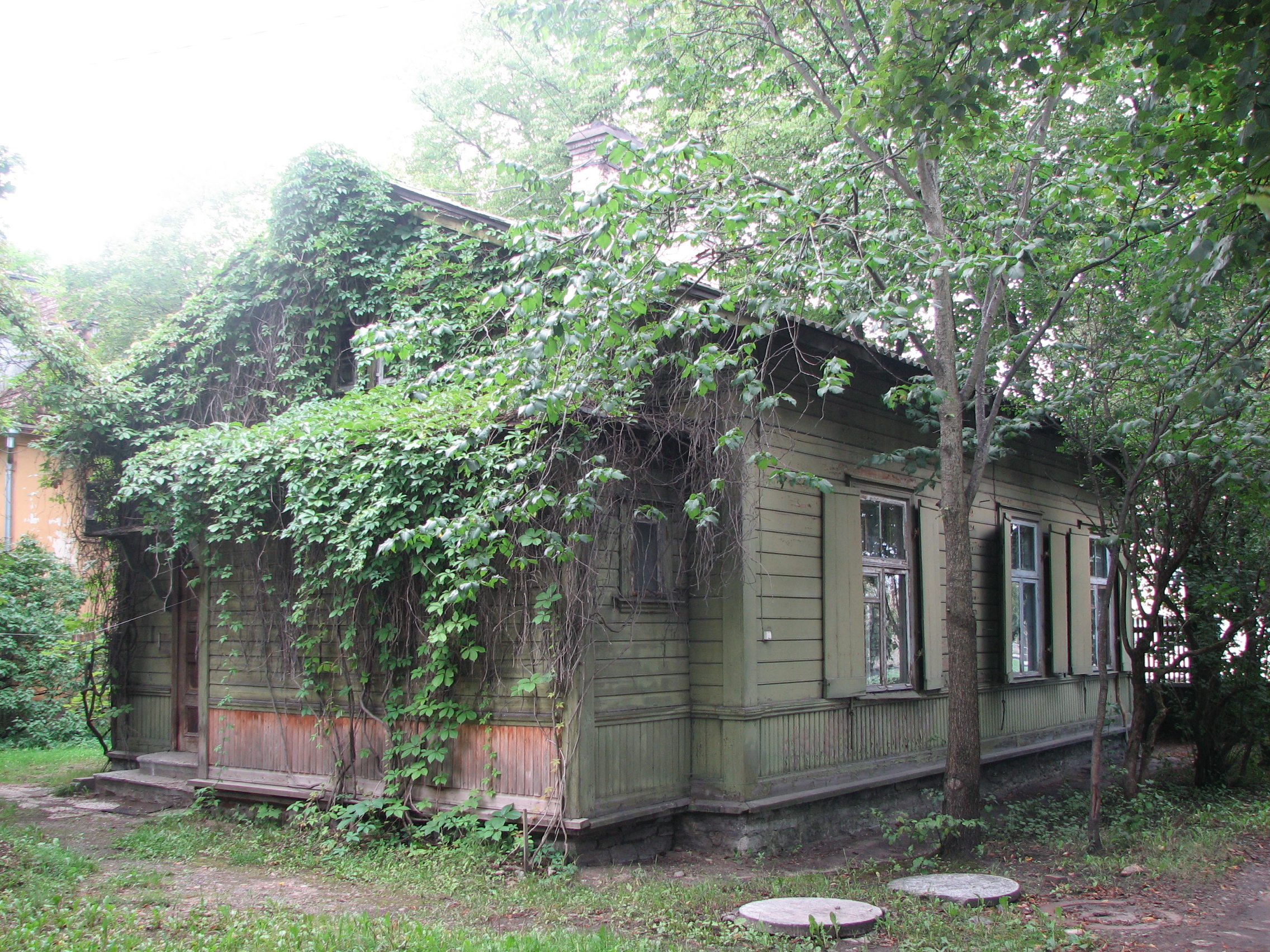
Vana-Lõuna tänav 29
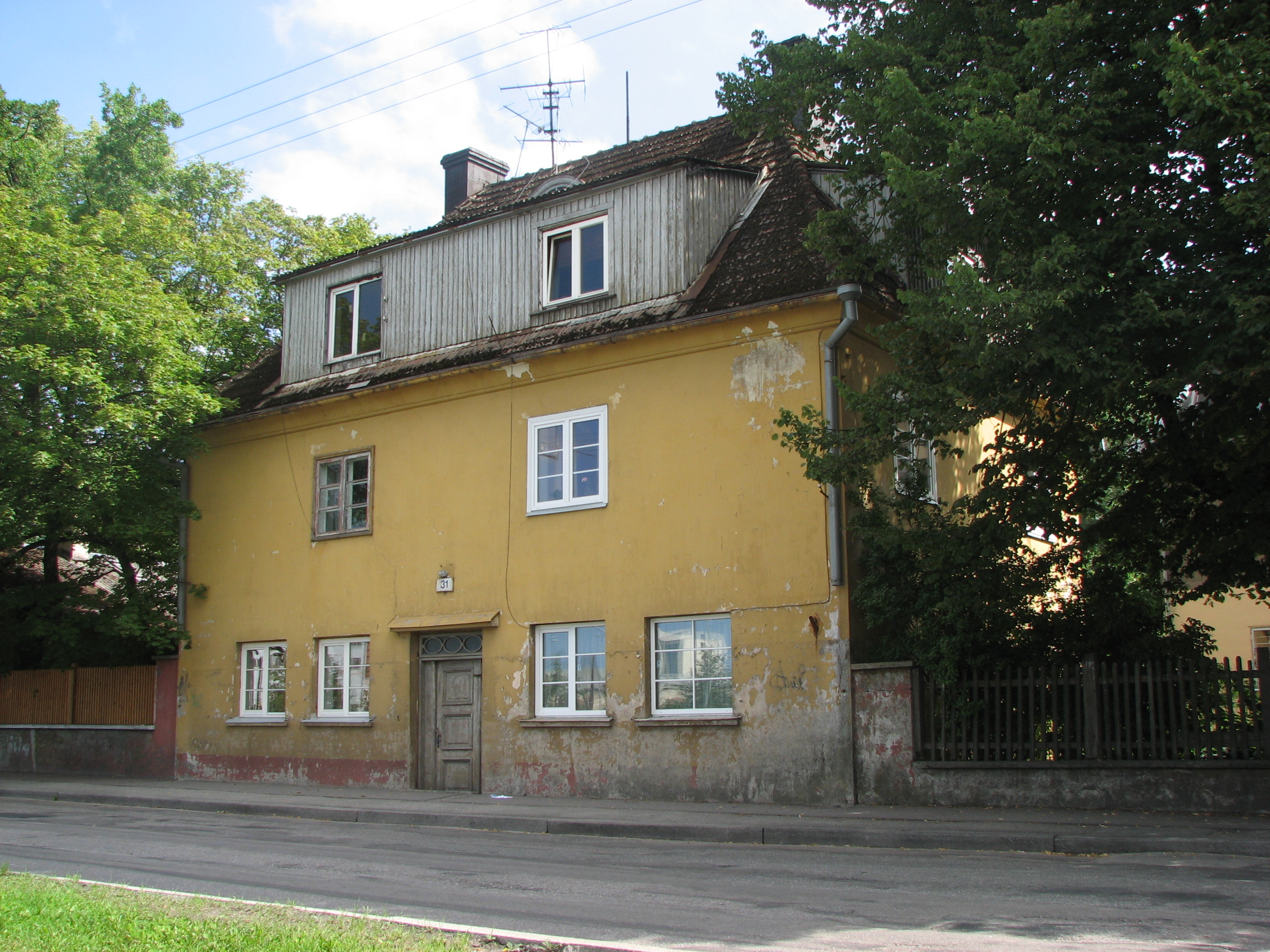
Vana-Lõuna tänav 31
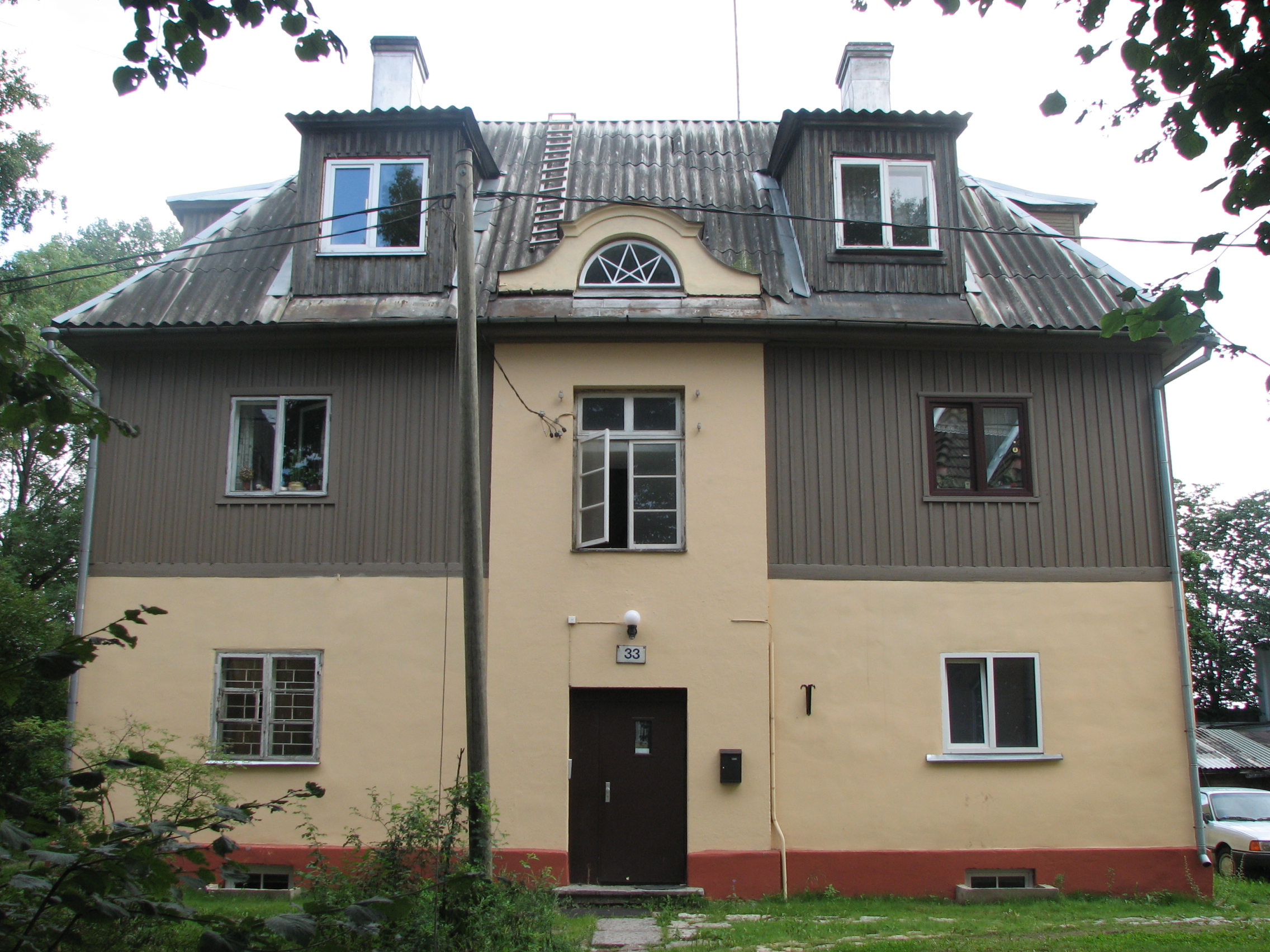
Vana-Lõuna tänav 33
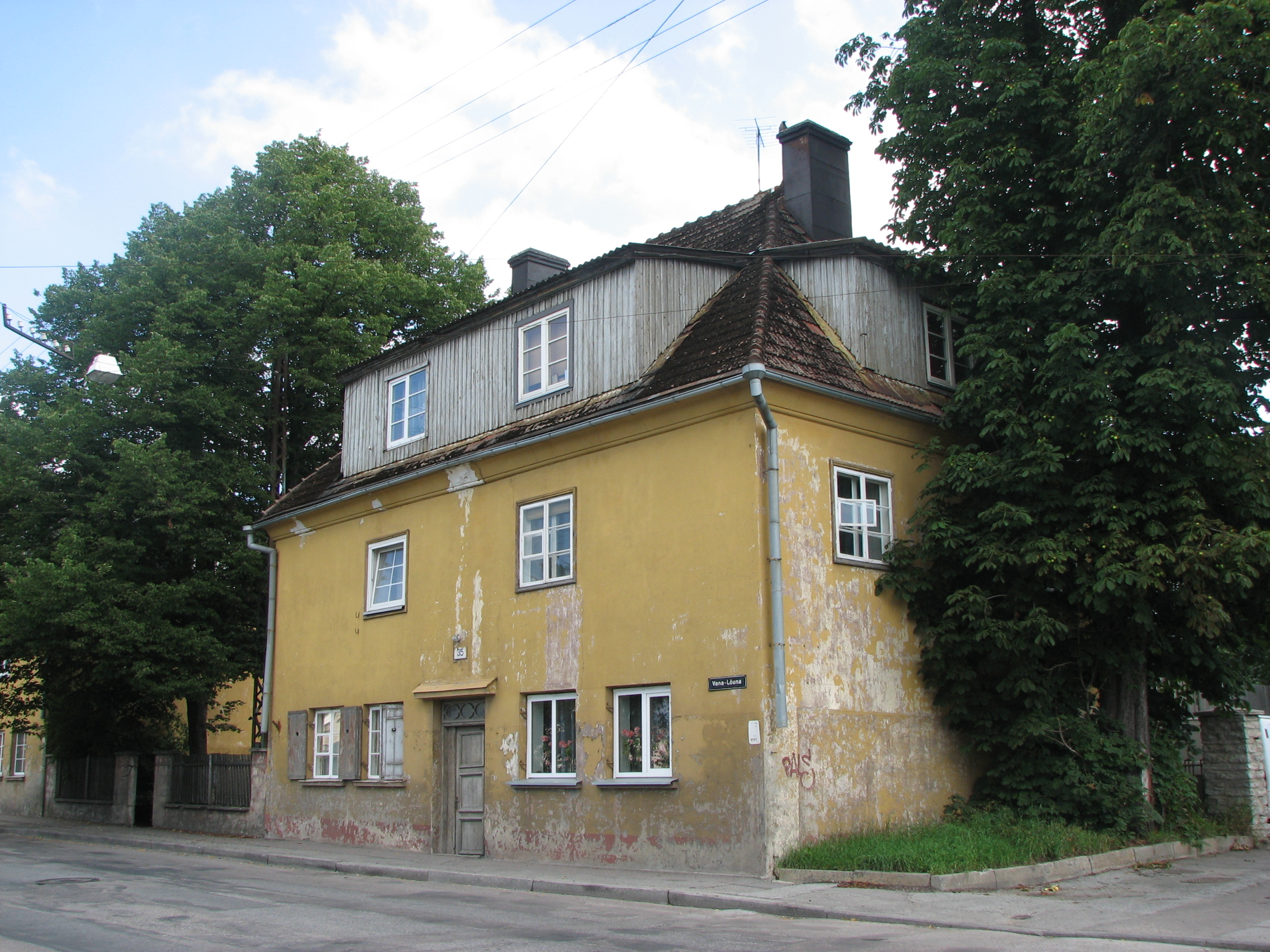
Vana-Lõuna tänav 35
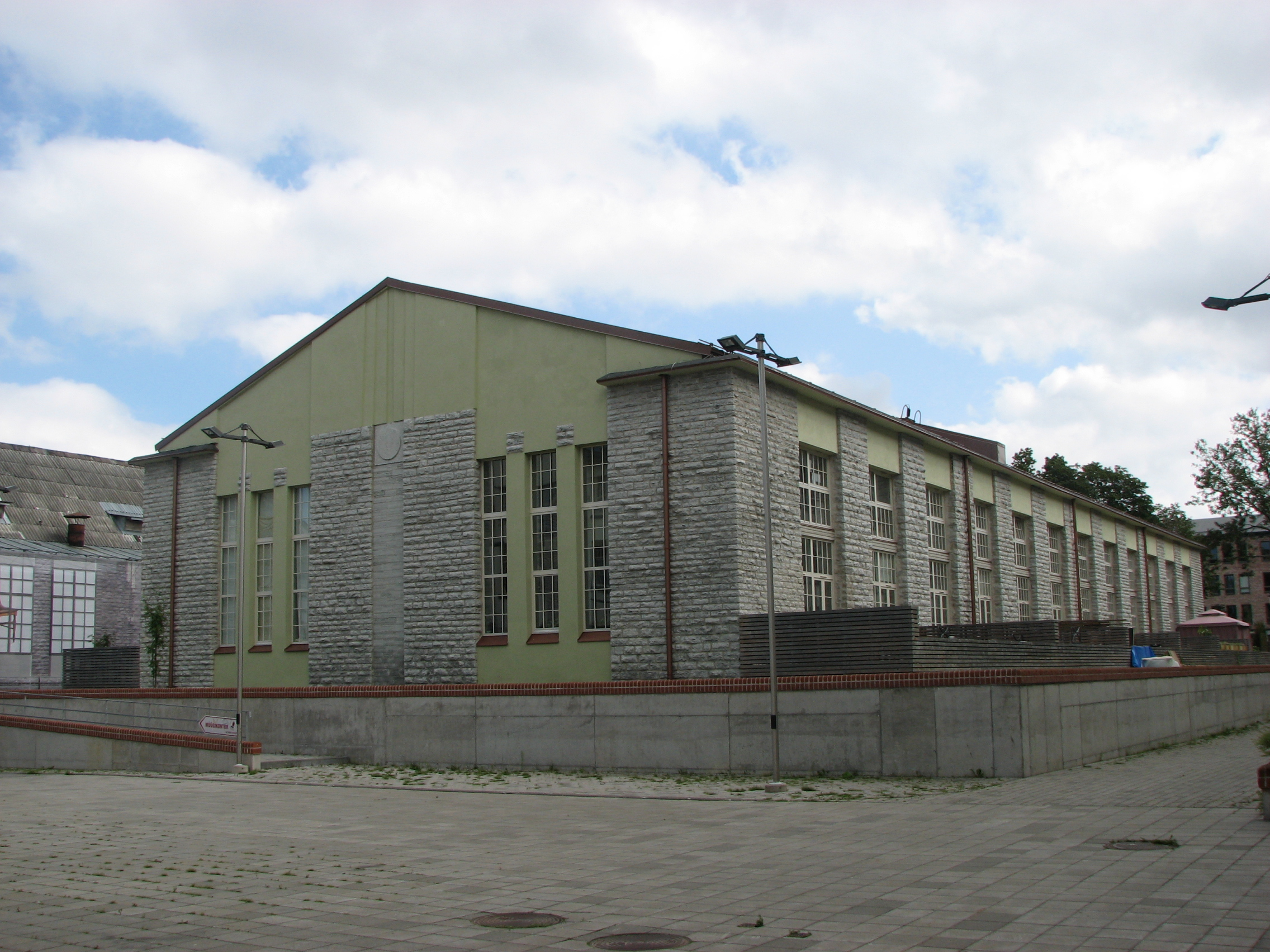
Vana-Lõuna tänav 39а
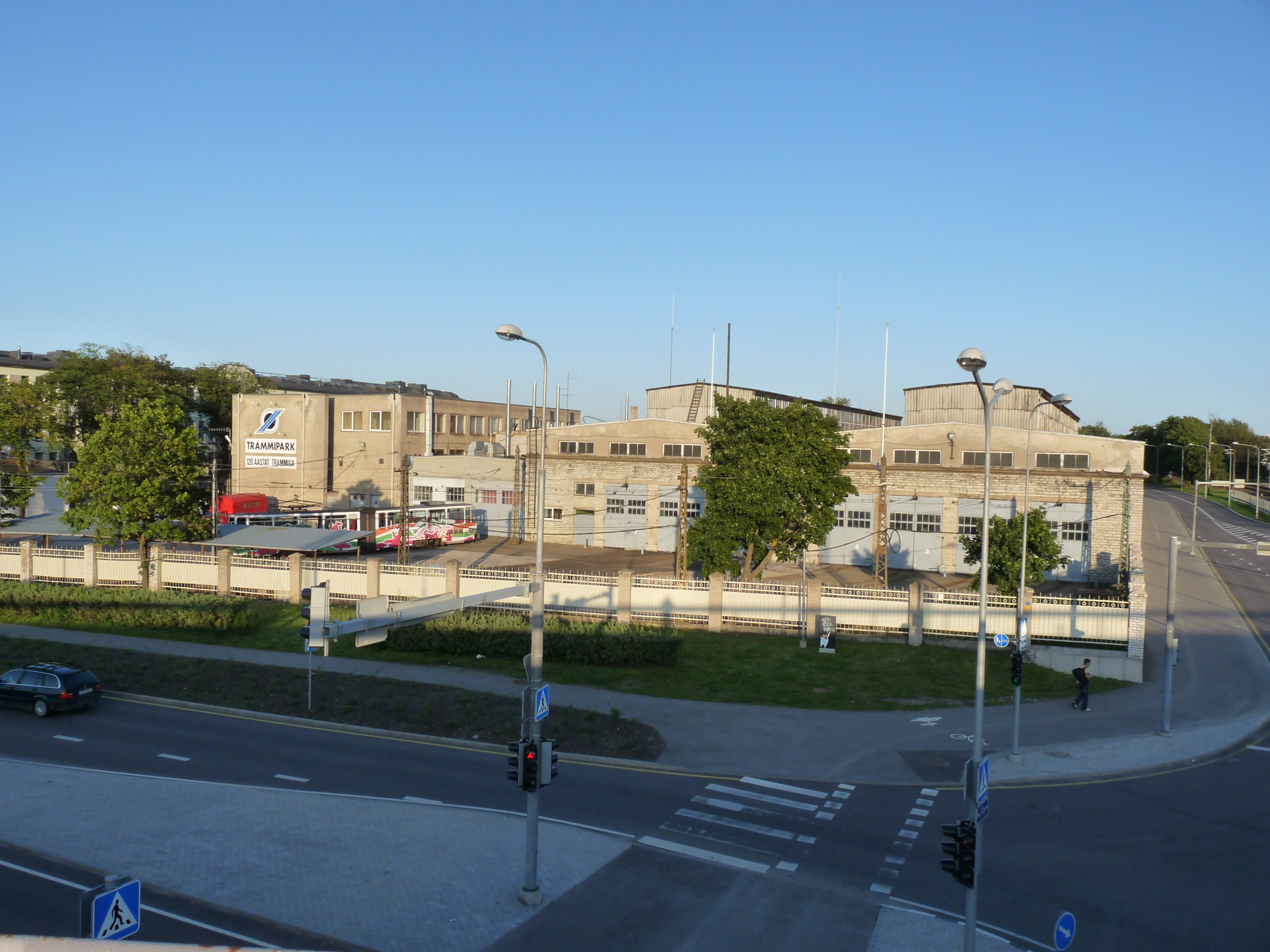
Vana-Lõuna tänav 41, dépôt de tramway. Fin de la rue.